# Хофбург
Хофбург (на немски: Hofburg) е бивш имперски дворец във Виена, Австрия, използван за зимна резиденция на австрийското императорско семейство. Днес е официална резиденция на австрийския президент.

## История
Средновековен замък вероятно е бил построен на това място много преди Хабсбургите. Според документи е известно, че през 1279 г. австрийските владетели са живели в Хофбург. Средновековните структури около ренесансовия швейцарски двор включват готически параклис от 15 век и императорска съкровищница, в която сега се намират императорските клейноди на императорите на Свещената Римска империя. Дворецът е бил дом на едни от най-влиятелните личности в австрийската история, включително и на членовете на Хабсбургската династия – владетели на Австрийската империя. В двореца е родена и френската кралица Мария-Антоанета. През 1938 г. в Хофбург Хитлер официално оповестява аншлуса на Австрия. Почти всеки император от династията Хабсбург продължава да разширява и възстановява резиденцията на столицата. За целта те изкупуват съседни сгради от собствениците им, събарят ги, след което издигат нови сгради от дворцовия комплекс на освободените места. След разрушаването на градските стени на Виена в средата на 19 век, император Франц Йосиф решава да разшири Хофбург, като построява помпозен „Нов замък“ в неоимпериен стил. Тази строителна работа продължава до 1912 г. и е завършена точно преди Втората световна война. По това време модернисткият архитект Адолф Лоос построява офис сграда, лишена от всякакви украшения. Това шокира възрастния император до такава степен, че той никога повече не влиза в града през тази порта.
Хофбург се използва като резиденция на Хабсбургите от 1279 г. В продължение на няколко века – от 13-и до началото на 20-и в., Хофбург претърпява множество реконструкции и разширения. Така се оформят отделните части на комплекса, строени по различно време и от различни владетели.

## Дворецът днес
В сегашния си вид дворцовият комплекс съществува от 1913 г. Притежава около 2600 зали и стаи. Днес в крило на двореца се помещава Етноложкият музей.